# Moldavská hymna
Hymna Moldavska je píseň Limba noastră (česky Náš jazyk). Slova napsal rumunský pravoslavný kněz moldavského původu Alexei Mateevici (1888–1917) a hudbu složil moldavský skladatel Alexandru Cristea (1890–1942). Píseň je napsána romantickým stylem a vyzývá moldavské obyvatele, aby oživili svůj národní jazyk.

## Historie
Státní hymnou Moldavské SSR byla od roku 1945 skladba Moldova sovietică (Молдова совиетикэ, česky Sovětská Moldávie).
Roku 1990 byla nahrazena skladbou Deșteaptă-te, române! (česky Probuďte se, Rumuné!), která je zároveň rumunskou hymnou.
V roce 1994 vstoupila v platnost současná hymna.

## Text hymny

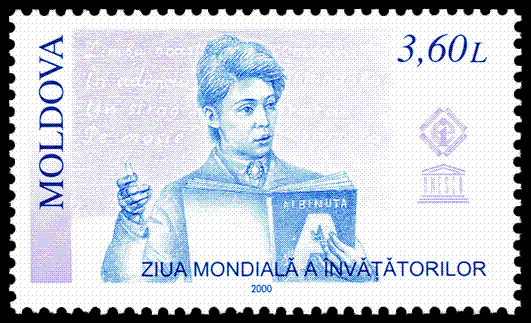
Hodina rumunštiny. Učitel vysvětluje látku. Na tabuli je napsáno čtyřverší "Limba noastră"

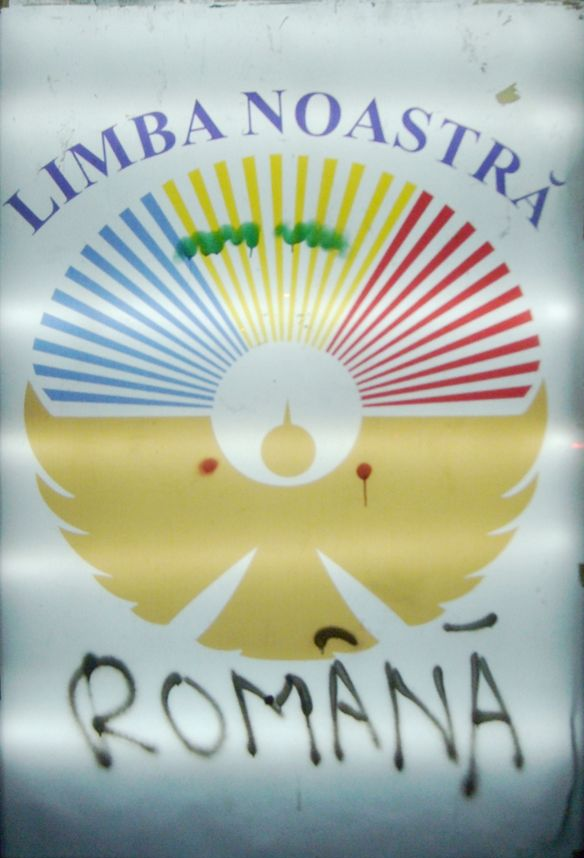
Plakát s logem moldavské hymny (poškozený neznámým sprejerem)

Píseň obsahuje celkem 12 slok, jako hymna se používá 5 slok (označeny tučně).
Limba noastră-i o comoară 

În adîncuri înfundată

Un șirag de piatră rară

Pe moșie revărsată.

Limba noastră-i foc ce arde

Într-un neam, ce fără veste

S-a trezit din somn de moarte

Ca viteazul din poveste.

Limba noastră-i numai cîntec,

Doina dorurilor noastre,

Roi de fulgere, ce spintec

Nouri negri, zări albastre.

Limba noastră-i graiul pîinii,

Cînd de vînt se mișcă vara;

In rostirea ei bătrînii

Cu sudori sfințit-au țara.

Limba noastră-i frunză verde,

Zbuciumul din codrii veșnici,

Nistrul lin, ce-n valuri pierde

Ai luceferilor sfeșnici.

Nu veți plînge-atunci amarnic,

Că vi-i limba prea săracă,

Și-ți vedea, cît îi de darnic

Graiul țării noastre dragă.

Limba noastră-i vechi izvoade.

Povestiri din alte vremuri;

Și citindu-le 'nșirate, -

Te-nfiori adînc și tremuri.

Limba noastră îi aleasă

Să ridice slava-n ceruri,

Să ne spuie-n hram și-acasă

Veșnicele adevăruri.

Limba noastra-i limbă sfîntă,

Limba vechilor cazanii,

Care-o plîng și care-o cîntă

Pe la vatra lor țăranii.

Înviați-vă dar graiul,

Ruginit de multă vreme,

Stergeți slinul, mucegaiul

Al uitării 'n care geme.

Strîngeți piatra lucitoare

Ce din soare se aprinde -

Și-ți avea în revărsare

Un potop nou de cuvinte.

Răsări-va o comoară

În adîncuri înfundată,

Un șirag de piatră rară

Pe moșie revărsată.

## Anglický překlad
A treasure is our language that surges
From deep shadows of the past,
Chain of precious stones that scattered
All over our ancient land.
A burning flame is our language
Amidst a people waking
From a deathly sleep, no warning,
Like the brave man of the stories.
Our language is made of songs
From our soul's deepest desires,
Flash of lighting striking swiftly
Through dark clouds and blue horizons.
Our language is the language of bread
When the winds blow through the summer,
Uttered by our forefathers who
Blessed the country through their labour.
Our language is the greenest leaf
Of the everlasting forests,
Gentle river Nistru's ripples
Hiding starlight bright and shining.
Utter no more bitter cries now
That your language is too poor,
And you will see with what abundance
Flow the words of our precious country.
Our language is full of legends,
Stories from the days of old.
Reading one and then another
Makes one shudder, tremble and moan.
Our language is singled out
To lift praises up to heaven,
Uttering with constant fervour
Truths that never cease to beckon.
Our language is more than holy,
Words of homilies of old
Wept and sung perpetually
In the homesteads of our folks.
Resurrect now this our language,
Rusted through the years that have passed,
Wipe off filth and mould that gathered
When forgotten through our land.
Gather now the sparkling stone,
Catching bright light from the sun.
You will see the endless flooding
Of new words that overflow.
A treasure will spring up swiftly
From deep shadows of the past,
Chain of precious stones that scattered
All over our ancient land.